# Les Coupables
 (octobre 2023).
Si vous disposez d'ouvrages ou d'articles de référence ou si vous connaissez des sites web de qualité traitant du thème abordé ici, merci de compléter l'article en donnant les références utiles à sa vérifiabilité et en les liant à la section « Notes et références ».
Pour plus de détails, voir Fiche technique et Distribution.
Les Coupables (titre original : Processo alla città) est un film de procès italien réalisé par Luigi Zampa, sorti en 1952.

## Synopsis
À Naples, Salvatore Ruotolo et son épouse sont assassinés. Les indices sur les auteurs du crime mènent vers la Camorra napolitaine, mais la peur et la corruption freinent l'enquête.
Un juge jeune et courageux travaille à partir d'indices fortuits et tente de reconstituer la dynamique du délit. Beaucoup de gens sont interrogés, même ceux qui sont apparemment au-dessus de tout soupçon. Décidé à aller au fond de la question, il met tous les suspects en état d'arrestation, ce qui provoque une réaction hostile de l'opinion publique. Face à la résistance passive générale, même de ses propres collègues, le juge découragé est sur le point d'abandonner l'enquête, mais un  élément nouveau apparaît.
Cette information provoque la mort d'une personne innocente, ce qui remotive le juge et réveille ses convictions. Il veut aller jusqu'au bout « même s'il fallait mettre toute la ville en résidence surveillée ».

## Fiche technique
- Titre : Les Coupables
- Titre original : Processo alla città
- Réalisation : Luigi Zampa assisté de Mauro Bolognini et Nanni Loy
- Scénario : Suso Cecchi D'Amico, Diego Fabbri, Ettore Giannini, Francesco Rosi, Turi Vasile et Luigi Zampa
- Musique : Enzo Masetti
- Photographie : Enzo Serafin
- Cadreur : Aldo Scavarda
- Montage : Eraldo Da Roma
- Pays d'origine : Italie
- Format : Noir et blanc - 1,37:1 - Mono
- Genre : Drame
- Durée : 103 minutes
- Date de sortie : 
  - Suisse : 14 juillet 1952 (Locarno Film Festival, premiere)
  - Italie : 5 septembre 1952
  - France : 11 mai 1955

## Distribution
- Amedeo Nazzari (VF : Jean Davy)  : Juge Spicacci
- Silvana Pampanini  (VF : Sylvie Deniau) : Liliana Ferrari
- Paolo Stoppa (VF : Pierre Leproux)  : Perrone
- Dante Maggio  (VF : Pierre Asso) : Armando Capezzuto
- Franco Interlenghi  (VF : Guy Loriquet) : Luigi Esposito (vf:Georges)
- Irène Galter  (VF : Estelle Gerard) : Nunziata (vf:Luisette)
- Mariella Lotti : Elena
- Gualtiero Tumiati  (VF : Jean Toulout) : procureur général
- Tina Pica  (VF : Germaine Kerjean) : Cuisinière du restaurant
- Turi Pandolfini : Don Filippetti le comptable
- Edward Ciannelli (VF : Pierre Morin) : Alfonso Navona
- Franca Tamantini  (VF : Marcelle Lajeunesse) : Carmela
- Rino Genovese : Spinelli
- Arturo Maghizzano  (VF : Marcel Raine) : Mezarecchia (vf : Pelure d'oignon)
- Ada Colangeli : la femme de chambre de Liliana
- Lino Crispo : Gennarino 'nzisto (vf : l'anguille)
- Mimi Ferrari : Don Salvatore
- Pasquale Martino : Brigadier Cifariello (vf: Bernardi)
- Salvatore Cafiero : Stummulillo (vf : Strombolino)
- Vittorio Andre : Amedeo Contursi
- Vittoria Donato : Carmela la danseuse
- Agostino Salvietti : le brigadier Mastellone (vf : Mastellanais)
- Bella Starace Sainati : la concierge
- Nino Vingelli : Pasqualino
- Mario Passante : L'homme à qui Filippetti donne les documents
- Tina Castigliana : Amalia Tortorella
- Carlo Pisacane : Don Rosario
- Ugo D'Alessio : Gennaro Ruotolo
- Francesco Penza : le père de De Nicola
- Viviane Valle : Maria